# Заремба (Нижньосілезьке воєводство)
Заремба (пол. Zaręba, нім. Lichtenau) — село в Польщі, у гміні Секерчин Любанського повіту Нижньосілезького воєводства.
Населення — 1821 особа (2011).
У 1975-1998 роках село належало до Єленьоґурського воєводства.

## Демографія
Демографічна структура станом на 31 березня 2011 року:
|          | Загалом | Допрацездатний вік | Працездатний вік | Постпрацездатний вік |
| -------- | ------- | ------------------ | ---------------- | -------------------- |
| Чоловіки | 871     | 192                | 607              | 72                   |
| Жінки    | 950     | 195                | 547              | 208                  |
| Разом    | 1821    | 387                | 1154             | 280                  |